# Hayden Planetarium

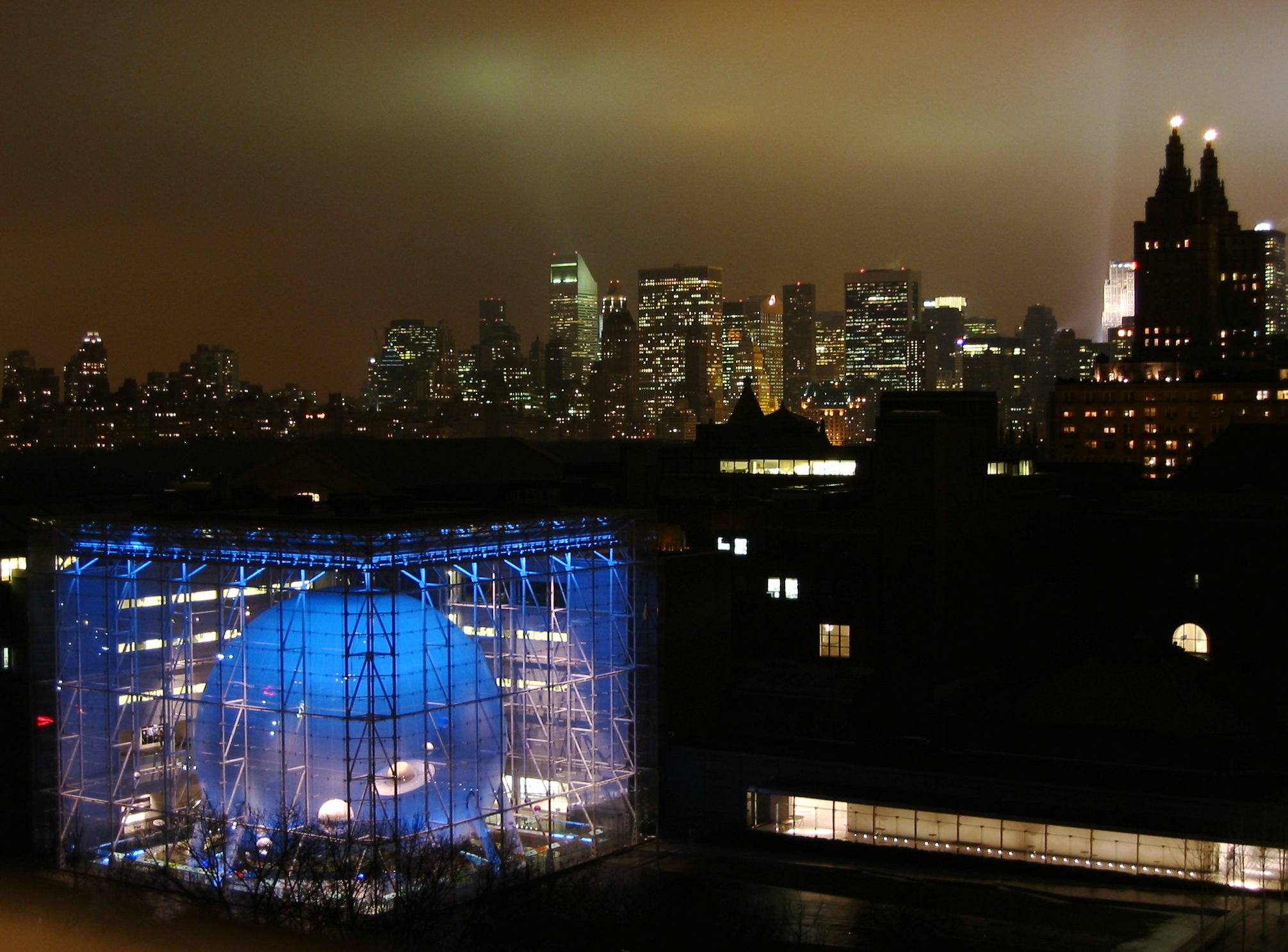
Hayden Planetarium 's nachts.

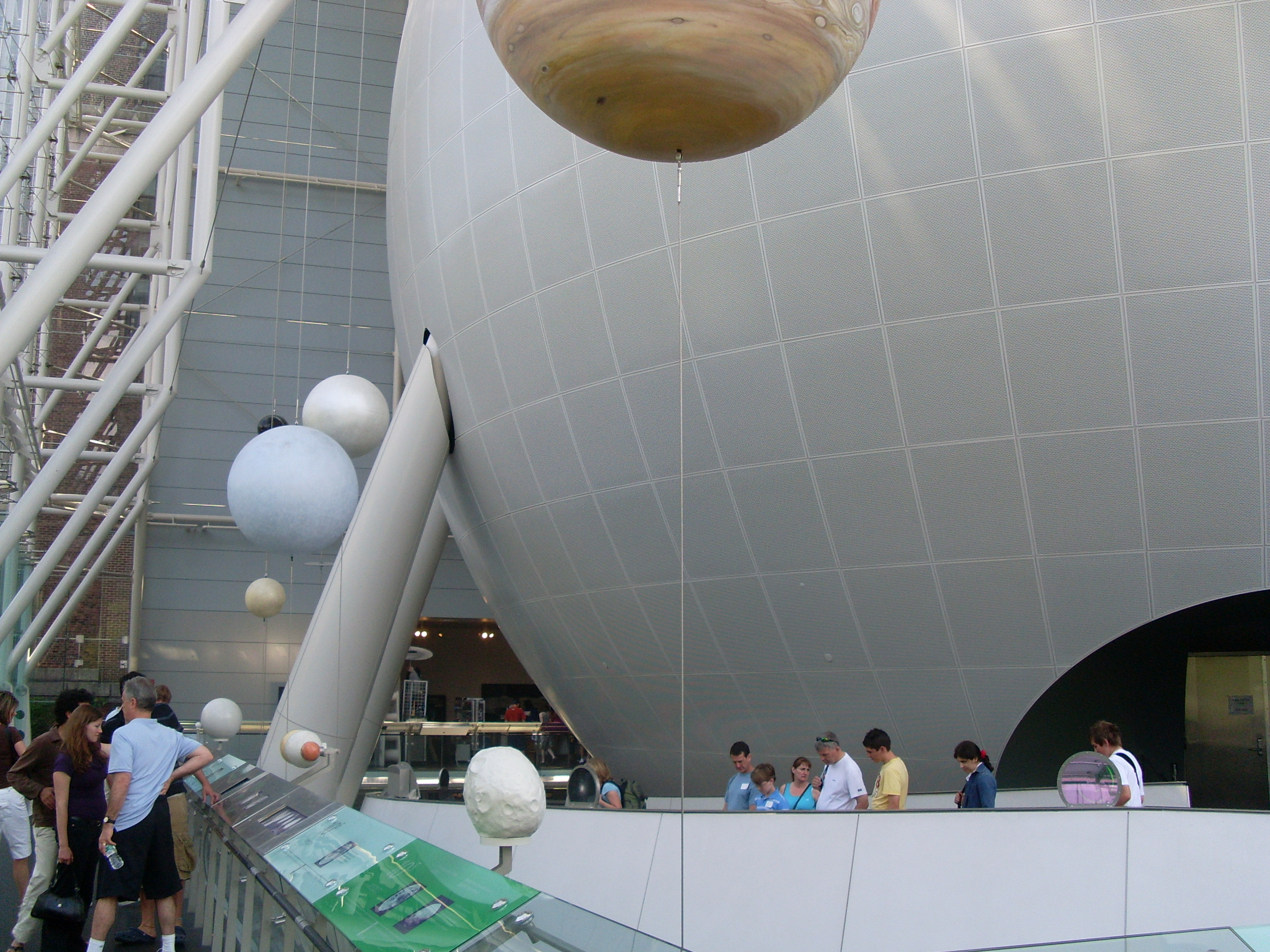
Van achter naar voren: de Hayden Sphere, de Cosmic Pathway en de Scales of the Universe-tentoonstelling.

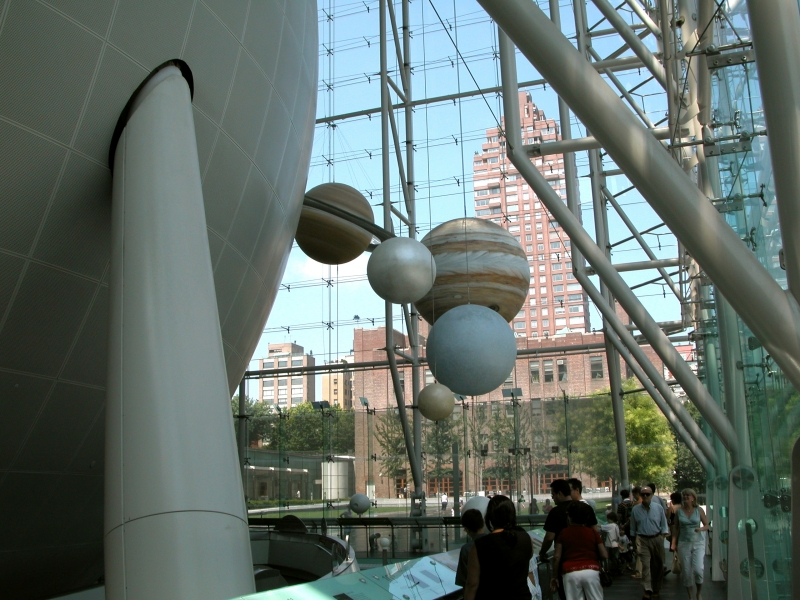
Planeten in de Scales of the Universe-tentoonstelling.

Het Hayden Planetarium is een planetarium in New York. Het is onderdeel van het Rose Center for Earth and Space dat deel uitmaakt van het American Museum of Natural History.

## Overzicht
In de bovenste helft van het bolvormige planetarium (ook Hayden Sphere genoemd) bevindt zich een ruimtetheater waarin films worden geprojecteerd op de halve bol met behulp van een Zeiss Mark IX-projector. Anno 2008 worden de shows Cosmic Collisions, over inslagen en botsingen in het heelal, en SonicVision, een muziekshow met een samenspel van beeld en geluid, gegeven. In Cosmic Collisions wordt de rol die botsingen hebben gespeeld in het heelal bekeken, zoals bij het ontstaan van de maan en het uitsterven van de dinosauriërs door een meteorietinslag.
De uitgang van dit theater leidt de bezoekers naar de Scales of the Universe-tentoonstelling waarin objecten van allerlei groottes worden besproken. De Hayden Sphere wordt hierbij als referentie gebruikt: "Als de Hayden Sphere zo groot is als ... dan is het getoonde object een schaalmodel van ...".
In de onderste helft wordt een film van vier minuten over de oerknal geprojecteerd. Na afloop worden de bezoekers naar de Cosmic Pathway geleid, een spiraalvormig pad waar de geschiedenis van het universum te zien is.
Neil deGrasse Tyson is sinds 1996 de Frederick P. Rose Director van het planetarium.